# Andrews Bay Provincial Park
Andrews Bay Provincial Park var en provinspark i provinsen British Columbia i Kanada. Den låg vid Andrews Bay i Ootsa Lake nära nuvarande Little Andrews Bay Marine Provincial Park. Parken skapades 1990 med namnet Andrew Bay utan s, bytte namn 1994 till Andrews Bay, och stängdes år 2000.